# Uhlisko (Magura Orawska)
Uhlisko (860 m) – szczyt w paśmie górskim Magury Orawskiej na Słowacji. Znajduje się na północno-wschodnim krańcu tego pasma i wraz z sąsiednim szczytem Vyšný breh (758 m) są jednymi z najdalej na północ wysuniętych jego wzniesień (dalej jest tylko zupełnie niewybitna Jurčová). Znajdują się w widłach Orawy i jej dopływu – rzeki Orawica.
Szczyt Uhliska porasta las, ale na południowych zboczach wysoko wcinają się w niego łąki miejscowości Twardoszyn (Tvardošín). Stoki północne opadają do sztucznego zbiornika Jezioro Orawskie. Na szczycie stoi maszt telekomunikacyjny i przez szczyt prowadzi szlak turystyczny. Ze szczytu brak widoków, ale z łąk prześwitujących na południowej stronie pod szczytem rozległa panorama widokowa na dolinę Orawy, Rohacze i Góry Choczańskie.

## Turystyka
Trzciana (Trstená) – Uhlisko – Jezioro Orawskie (Oravská priehrada). Czas przejścia 2h, ↓ 2 h